# Elvis Sina
Elvis Sina (14 de novembro de 1978 em Tirana, Albânia,  é um futebolista albanês. Atualmente joga pelo KF Elbasan.

## Títulos
- 6 Campeonato Albanês
  - KF Tirana : 1996, 1999, 2000, 2003, 2004, 2005
- 5 Taça da Albânia
  - KF Tirana : 1996, 1999, 2001, 2002, 2006